# Baarmanns Hof

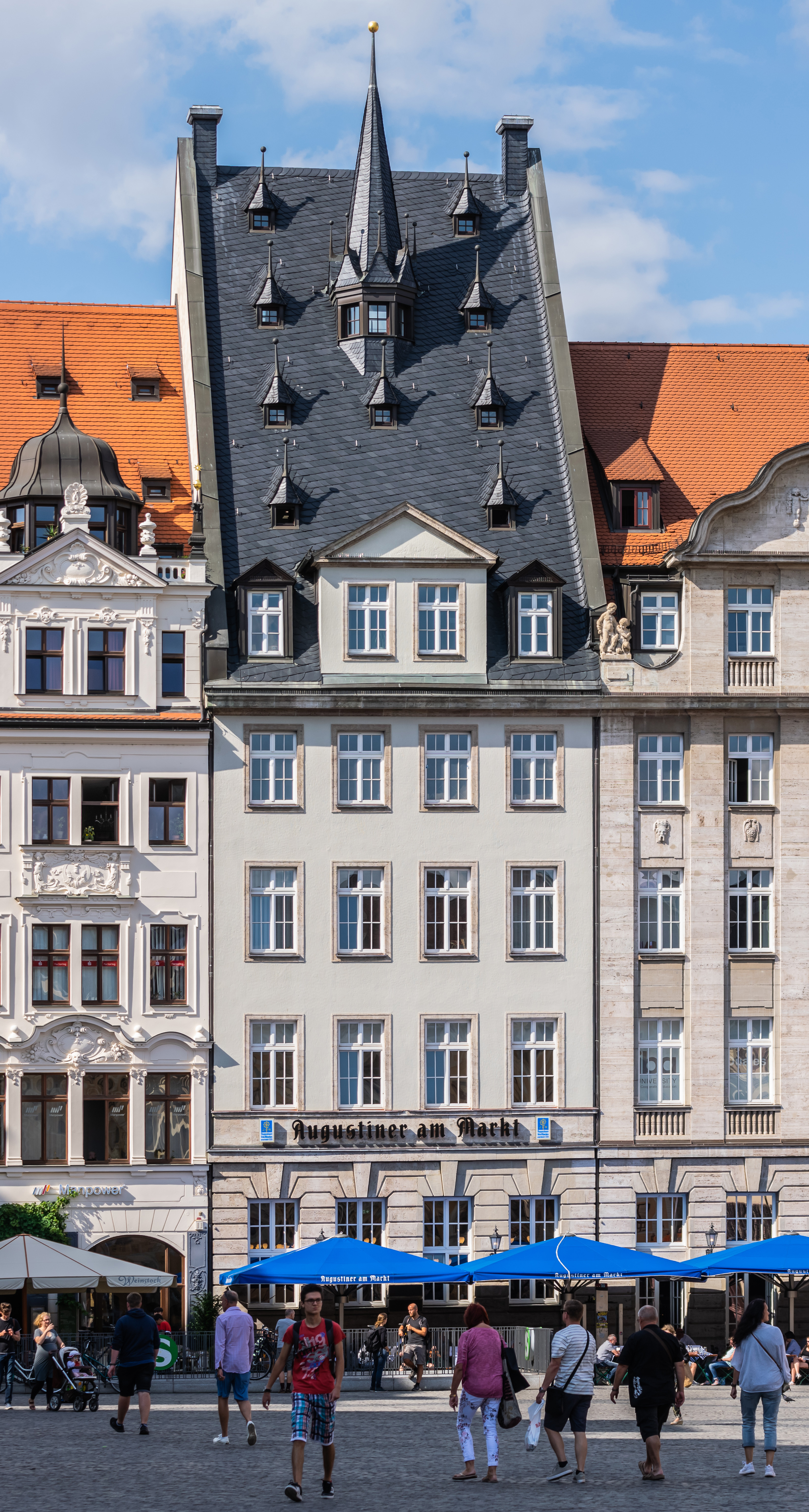
Markt 6 (2019)

Baarmanns Hof war bis zu seinem Umbau 1922 der Name des Geschäftshauses Markt 6 in Leipzig, der bisweilen auch heute noch gebraucht wird. Das Gebäude steht unter Denkmalschutz.

## Lage und Gestalt
Das Haus ist eines der vier Gebäude an der Nordseite des Marktes in Leipzig. Es ist ein nach dem Markt hin vierstöckiger Bau mit vier Fensterachsen. Es ist verputzt und im Erdgeschoss mit Sandstein verkleidet. Der Zugang befindet sich im Nachbarhaus Nr. 5, mit dem es im Inneren verbunden ist. Auffällig ist das schiefergedeckte, steile, hohe Dach. Es besitzt ein zweiachsiges Zwerchhaus zwischen zwei Giebelgauben. Darüber befinden sich in vier Reihen übereinander neun mit einer Kugel an einem Schaft geschmückte Schleppgauben. Sie umgeben ein achteckiges Dachtürmchen, das ebenfalls mit Kugeln geschmückt ist. Die beiden Schornsteine an den Dachfirstenden sind Attrappen.
An der Rückseite ist das Haus auch äußerlich mit dem Nachbargebäude verbunden und sechsstöckig ausgebaut. Ein schmaler Verbindungsbau führt über einen Hofbereich zu einem gemeinsamen fünfstöckigen Hinterhaus. Das Erdgeschoss beider Vorderhäuser wird gastronomisch genutzt. In den oberen Etagen befinden sich Büroräume.

## Geschichte
Die älteste Bausubstanz des Hauses geht auf das 15. Jahrhundert zurück. Am Markt und nahe der Ratswaage gelegen, muss es eine wesentliche Rolle beim Betrieb der Messen gespielt haben. In die Geschichte trat das Haus 1787, als der Schriftsteller Johann Gottfried Seume (1763–1810) nach seiner Flucht aus dem preußischen Militärdienst für etwa ein Jahr eine Mansardenwohnung unter dem Dachtürmchen bezog, das seither auch Seumetürmchen heißt. Eine Bronzetafel erinnert daran.
1869 eröffnete in seinem Haus Katharinenstraße 3 Eduard Baarmann eine Gastwirtschaft. 1877 erwarb er das an die Rückseite seines Anwesens grenzende Haus Markt 6. Er ließ beide Häuser vom Leipziger Architekten Constantin Lipsius (1832–1894) miteinander verbinden und eröffnete in dem Verbund Baarmanns Restaurant. Jetzt erst kam das Haus Markt 6 mit dem Namen Baarmann in Verbindung.

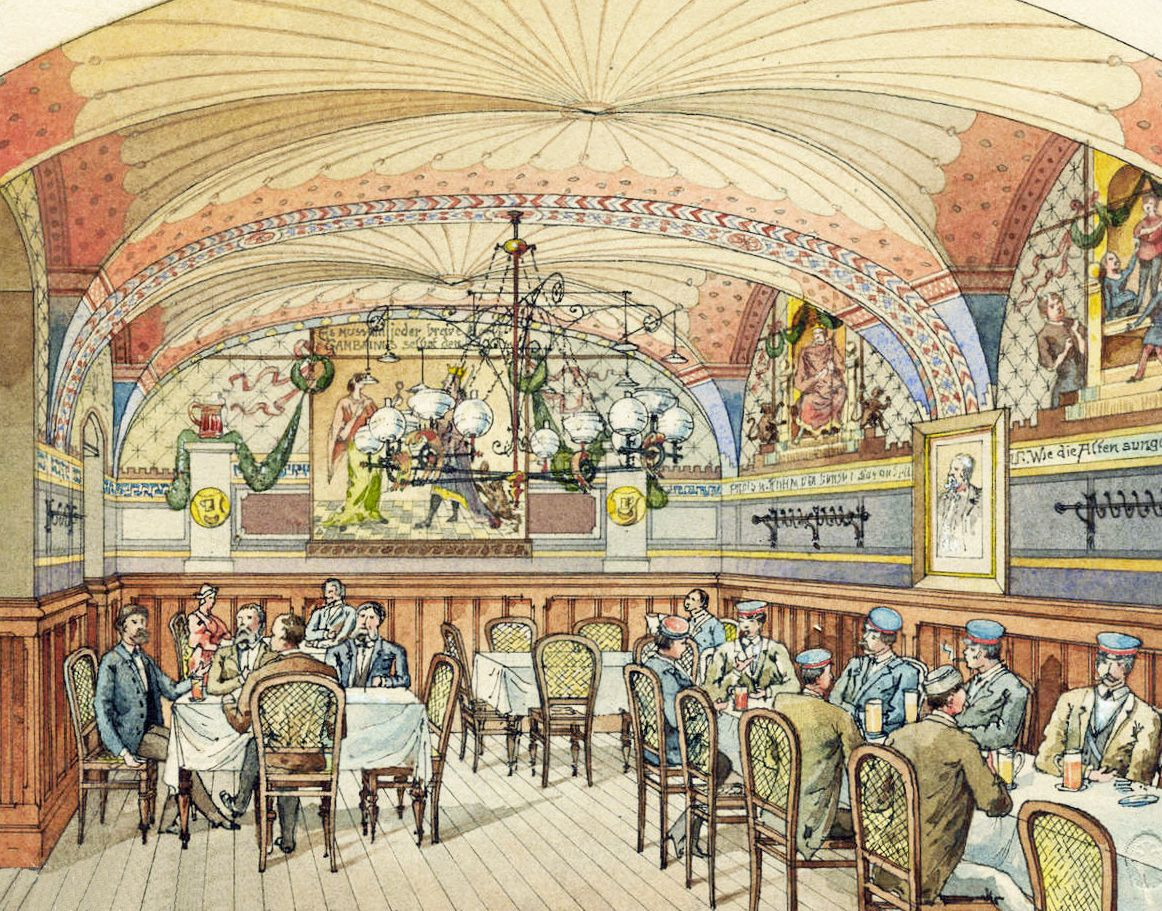
Restaurant Baarmann (1896)
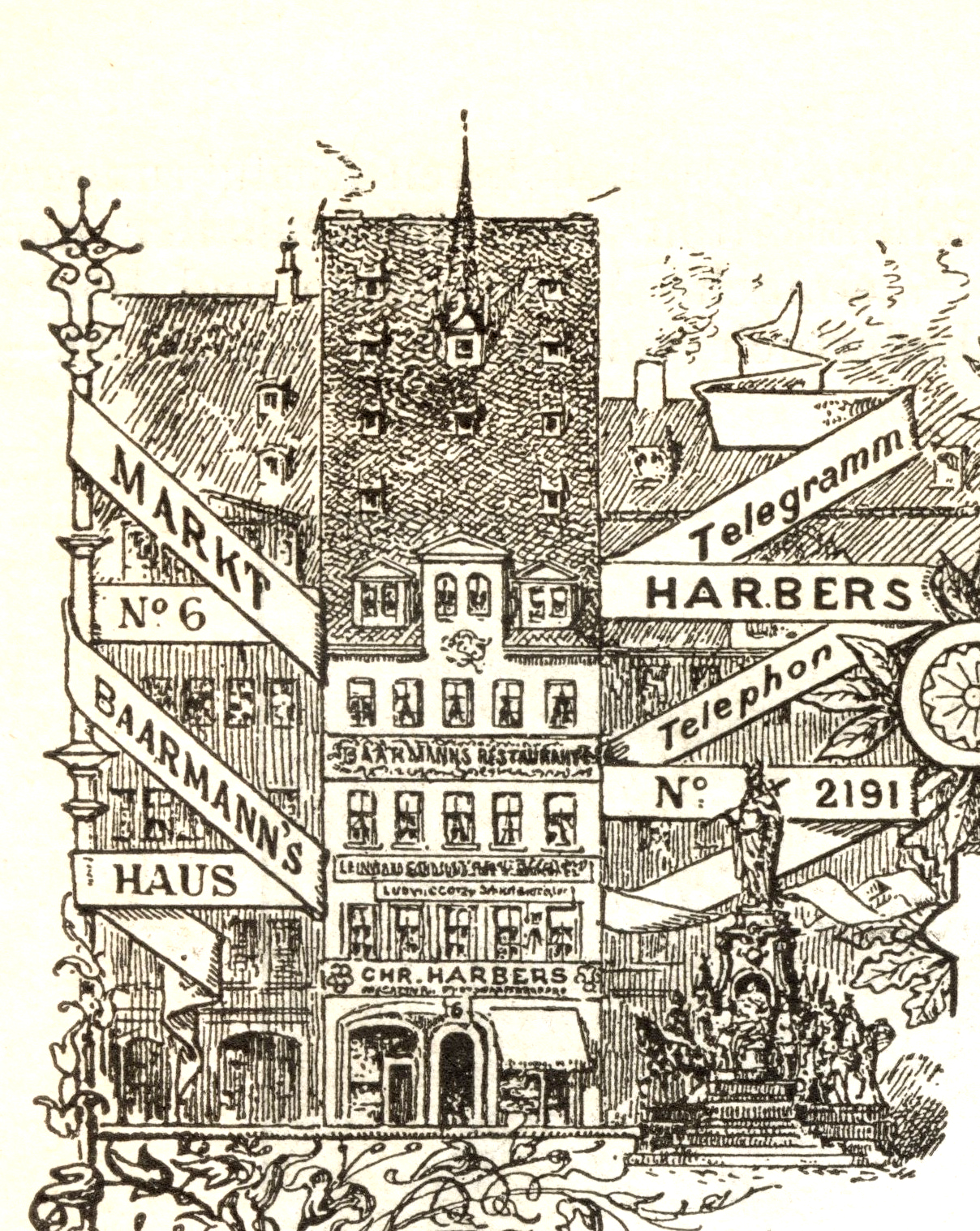
„Baarmanns Haus“ 1897 als Sitz von Chr. Harbers
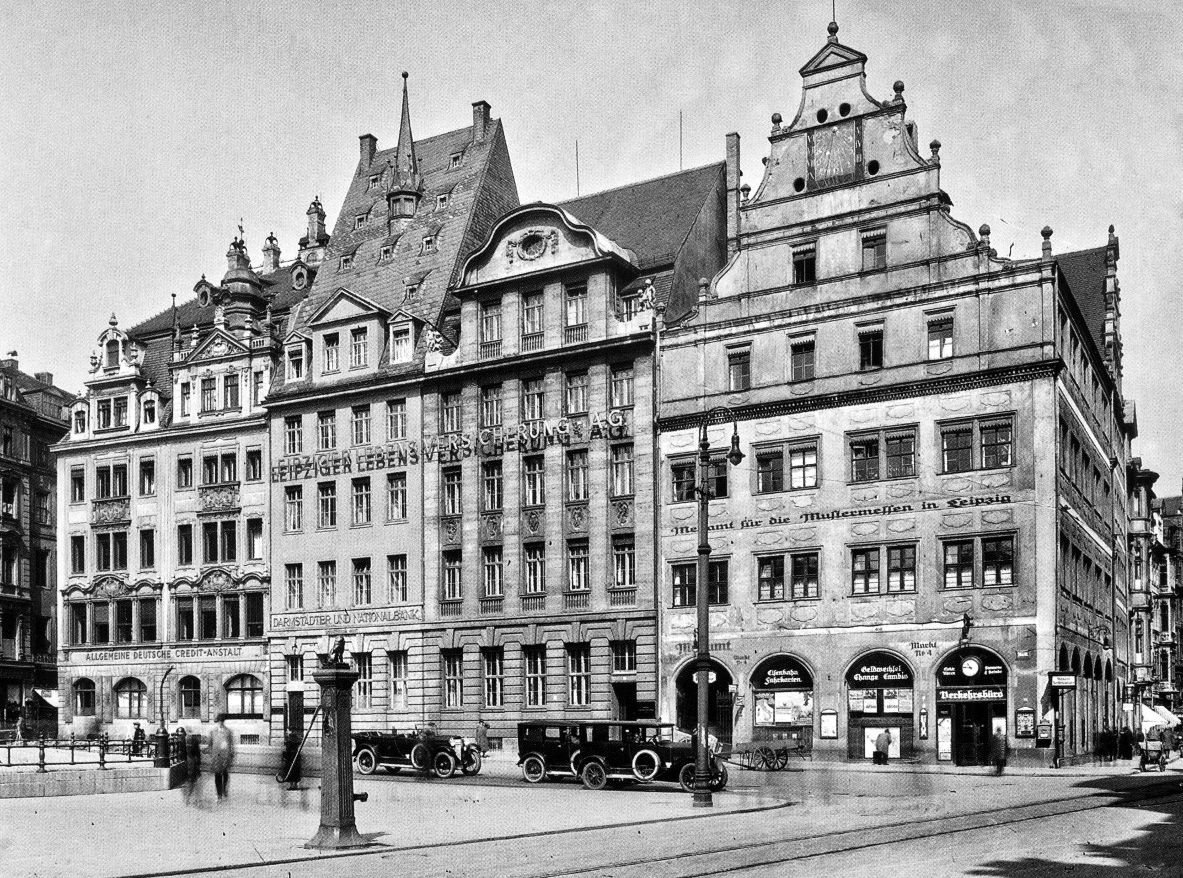
Nordseite des Marktes 1925
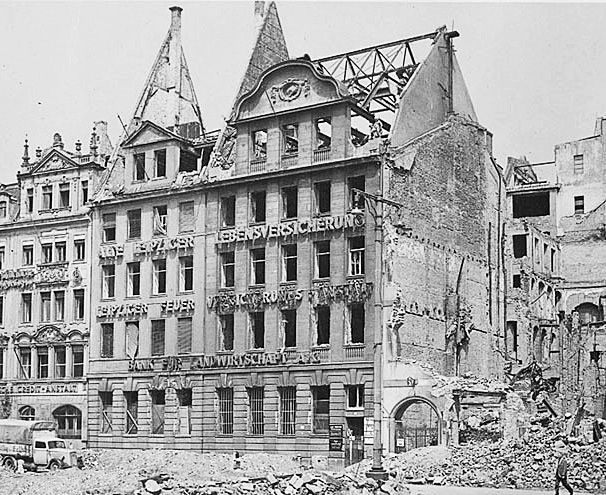
… und 1945
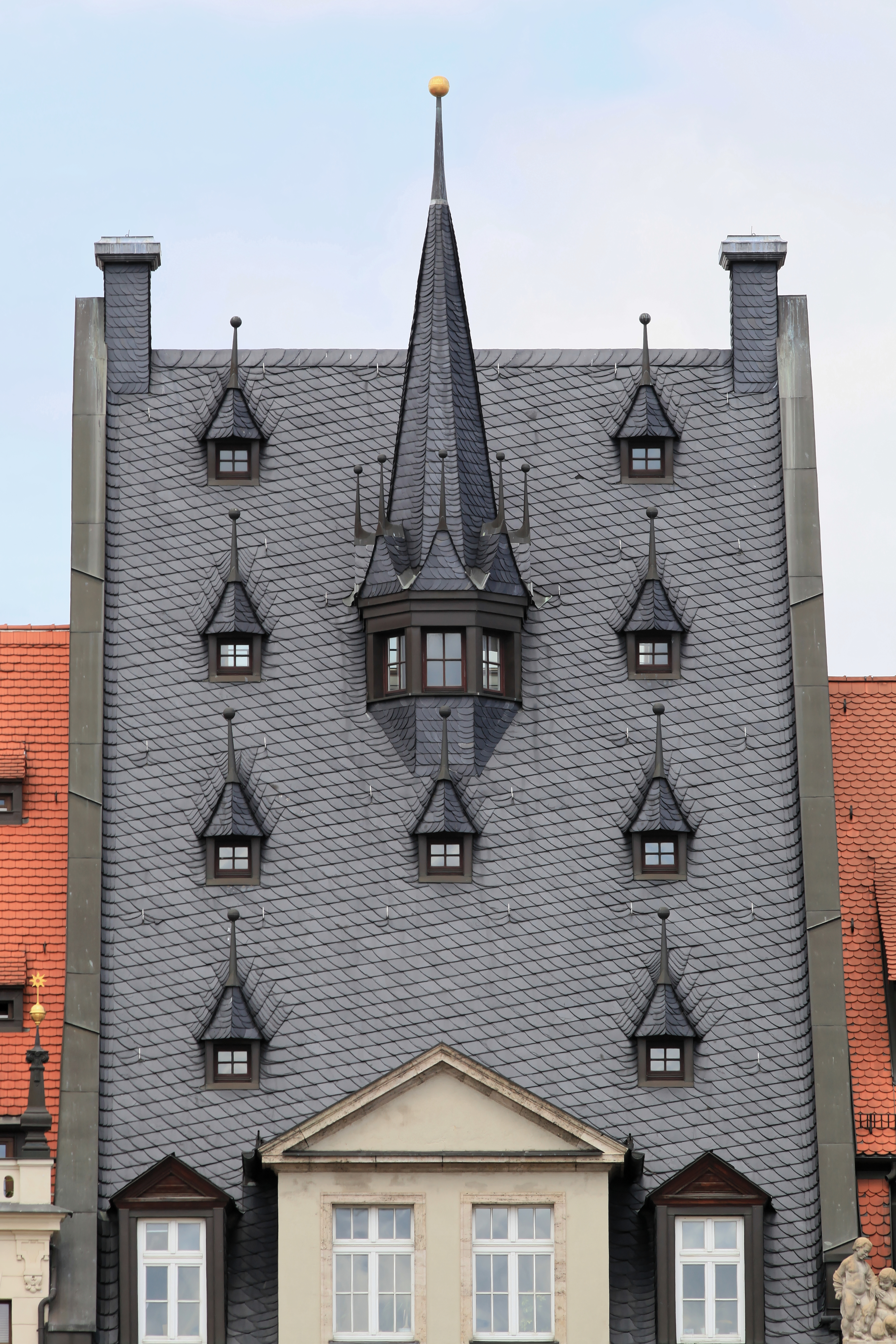
Seumetürmchen (2015)

Im Baarmann tagte in den 1880er Jahren der Professorenstammtisch das „Leipziger Nervenkränzchen“, darunter die Mediziner Paul Flechsig (1847–1929), Adolf Strümpell (1853–1925) und der Physiologe Wilhelm Wundt (1832–1920). Von 1885 bis 1935 existierte eine studentische Tischgesellschaft, die Baarmann-Gesellschaft, die 1995 in Hamburg eine Renaissance erlebte. Am 13. September 1900 wurde im Restaurant Baarmann der Leipziger Verein gegründet, ein Berufsverband der Ärzte, der 1924 zu Ehren seines Gründers Hermann Hartmann (1863–1923) in Hartmannbund umbenannt wurde.
1922 war die Leipziger Lebensversicherungs-AG Besitzerin des Hauses und ließ es vom Chemnitzer Architekten Erich Basarke (1878–1941) für ihre Zwecke umbauen und innen mit dem Nachbarhaus Nr. 5 verbinden. Gegen die vorgesehene Vereinfachung der Dachlandschaft protestierte der Landesverein Sächsischer Heimatschutz und erreichte, dass das Dach mit Türmchen im Originalzustand wieder hergestellt wurde. Die Gaststätte zog 1930 in die Schloßgasse 24.
Beim Bombenangriff auf Leipzig vom 4. Dezember 1943 wurde der Dachstuhl des Hauses zerstört. Beim Wiederaufbau in den 1950er Jahren wurde das Dach vereinfacht ohne Türmchen wieder hergestellt. Erst seit der Sanierung 1994 ist das Dach wieder im Originalzustand.